# 叶赫那拉氏
叶赫那拉氏（转写：Yehe Nara hala）是满洲著姓那拉氏的主要分支之一，为海西女真叶赫贝勒的家族姓氏，其始祖为蒙古人星根达尔汉（穆麟德轉寫：Singgen darhan），因攻占世居扈伦国张城那拉氏的领地而改姓那拉，其后部众迁居叶赫河，因而号叶赫国。星根达尔汉四世孙太杵生二子，长为清佳砮、次为杨吉砮，兄弟二人一统叶赫诸部，各居一城皆称贝勒。传至金台石、布扬古时，叶赫被努尔哈赤吞并，宗族、部属被编隶八旗。清朝时期，叶赫那拉氏各支重要世家貴族、文臣武将等著名人士甚多。清太宗皇太极之母孝慈高皇后、康熙初年四大臣之一的苏克萨哈、康熙年间重臣明珠等均出自该家族。此外，慈禧太后掌握清帝国实权达四十余年，先祖喀山亦为叶赫那拉氏，其家族世居叶赫国苏完地方。民国以后，叶赫那拉氏多以那、叶、白、张、罗、苏等为汉姓。

## 清代主要世家

### 叶赫贝勒家族

#### 金台石后裔

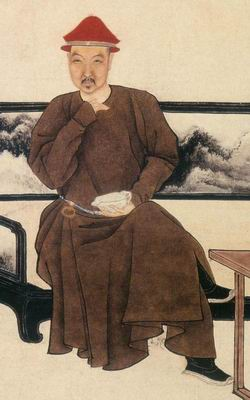
著名词人纳兰性德为金台石曾孙

努尔哈赤征服叶赫后，将东城贝勒金台石后裔编入满洲正黄旗，授金台石之子德尔格勒为三等男。其子南楮袭职因事革退，南楮之弟索尔和袭职三遇恩诏加至一等男兼一云骑尉，历任吏部侍郎兼佐领因事降为二等男，此后由鄂色、噶纳海、巴什相继袭爵。巴什之父武丹任建威将军，征准噶尔阵亡，赠云骑尉，巴什袭职时并入，授为一等男，后人又改回二等男世袭。
金台石之子尼雅哈因入关时有劳绩，授骑都尉世职，官职任郎中。其子郑库袭职三遇恩诏加至二等轻车都尉，其孙郑兴祖袭职时候改回骑都尉。金台石之孙明珠为康熙朝重臣，官至保和殿大学士、内大臣；曾孙穆占任征南将军、揆叙任都察院左都御史、揆芳为和硕额驸。金台石其余后裔多任内阁侍读学士、陵寝翼长、提督、副都统、侍卫、护军统领、参领、佐领、员外郎、笔帖式、主事等官职。
金台石亲弟赛碧图之子硕色任五品官，赛碧图之孙岱穆任二等侍卫，从征福建于厦门阵亡，赠云骑尉其子三丹袭。赛碧图其余后裔侍卫、冠军使、护军参领、佐领、员外郎、主事、治仪等官职。金台石亲弟阿山之孙保色任上驷院侍卫班领，曾孙留住任郎中兼佐领。

#### 布扬古后裔
努尔哈赤征服叶赫后，将西城贝勒布扬古后裔编满洲正红旗，授其弟布尔杭武为三等男，编佐领使其统领，至其孙音图袭职时，任吉林乌喇将军因事革爵未袭。布扬古之孙察克图袭佐领职，其从子察尔琦袭职从征准噶尔立功，优授三等轻车都尉，后人改云骑尉世职。布尔杭武又一子硕色任散骑郎，孙富拉塔任刑部尚书，其余后裔任护军参领、佐领、员外郎、护卫、主事、笔帖式等官职。
布扬古亲弟达尔汉之子德尔荪任四品典仪，孙西柱任刑部侍郎兼佐领，其余后裔任参领、佐领、长史等官职。

#### 额驸苏纳后裔
正白旗苏纳为金台石同族，尚公主封为额驸，官至兵部尚书兼任佐领，因广宁、锦州、大凌河、宁远等地战功赐免死四次、授三等轻车都尉，后因事夺职。其子苏克萨哈袭任佐领，因锦州、松山战功，授骑都尉，遇恩诏优授为三等轻车都尉，清廷追念其父苏纳效力年久，复授三等轻车都尉，与苏克萨哈原有世职合并，袭三等男。此后，苏克萨哈因恩诏和湖广等地战功升二等子，历任领侍卫内大臣、辅政大臣，后被权臣鳌拜逼死。康熙八年，鳌拜倒台，苏克萨哈子孙被平反，康熙帝赏还世职，其孙众神保袭爵时改为三等男世职。苏克萨哈之外，苏纳还有数子，其中孔固济为多罗额驸、苏玛拉任头等侍卫、迈色任二等侍卫。苏纳其余后裔任侍卫、郎中、主事、佐领等官职，其中苏克萨哈长子札克丹官至领侍卫内大臣，与其父一同被处死。
苏纳额驸亲叔拜思瑚之子阿玉锡任员外郎，因考绩称职授云骑尉遇，恩诏加授骑都尉。此后，因恩诏和从征锦州、江西等战功加至二等轻车都尉，因事降为三等轻车都尉，官至副都统。其孙都理库袭职时候从征准噶尔立功，授二等轻车都尉，后裔经过调整改袭骑都尉世职。拜思瑚其余后裔任侍卫、护军校、员外郎、参领、佐领、笔帖式、员外郎等官职，其中拜珠瑚之子巴达纳封额驸、元孙二格历任议政大臣、工部侍郎、都察院左副都御史等官职。

#### 其他
正白旗阿什达尔汉为金台石之弟，任佐领，因辽东之战先登城有功，授一等轻车都尉，历任理藩院尚书。天聪六年，因系孝慈高皇后之弟，汗皇太极特赐“舅舅”之号。阿什达尔汉于征朝鲜时立功，晋三等男，后因事降为骑都尉。其子席达理袭职，屡立战功，升三等轻车都尉，恩诏加至一等轻车都尉，其后人几经变动，曾孙纳延泰袭职时定为三等轻车都尉世职。阿什达尔汉其余后人任侍卫、防御、护军校等官职。
同旗柏尔赫图为金台石同族，任前锋参领，在锦州、入关南征、入缅擒获南明永历帝等战役中屡立战功，授一等男。第三子柏尔肯袭职任散秩大臣兼佐领，不久清廷追叙其父从前军功优授为三等子，其子柏清额袭，任副都统。柏尔赫图之长子色赫任护军参领，从征湖广时在岩山岭与马宝作战阵亡，赠云骑尉世职。柏尔赫图次子阿尔赛任御史，其余后人任佐领、员外郎等官职。
同旗瑚钮、额森、瑚沙喇、刚阿达、哈尔萨、爱敏台济、巴当阿、巴雅理、布彦图等同为金台石同族。瑚钮任护军校，从征四川阳平关等处，后于秦州阵亡优赠骑都尉。其子颜布袭职，从征云南立功加一云骑尉世职。额森曾孙启纳任七品官，从征察哈尔布尔尼立功，授云骑尉世职；额森从子布当奇理任护军参领，于锦州、山东、河南、江南等处立功，优授骑都尉世职。瑚沙喇之孙色赫任护军校，从征山东、察哈尔、云南等地有功，授骑都尉世职。刚阿达在叶赫未灭之前归附，授游击，征叶赫时攻克铁门，编佐领使其世为统领。哈尔萨、爱敏台济、巴当阿、巴雅理、布彦图等未有世职。
正黄旗哈尔松阿；正红旗阿拜；镶白旗克锡讷、巴颜等同为金台石同族。其中哈尔松阿之孙哈雅尔图任理藩院尚书、议政大臣；元孙拜珠瑚任委署骁骑校从征云南等地立功，赠云骑尉世职。哈尔松阿亲叔哲赫纳之四世孙双保著有劳绩，授云骑尉世职。阿拜之子诺谟图为多罗额驸。克锡讷之孙博济理任陵寝翼长；纳穆泰倭济赫从征黑龙江有功，授骑都尉，任佐领。其子色楞额袭职时三遇恩诏加至二等轻车都尉。克锡讷曾孙爱松武任员外郎，从征太原、蒙古等地立有战功，授骑都尉兼云骑尉世职。克锡讷元孙巴克塔任主事，从征四川参与三藩之乱平叛，在王辅臣兵变中阵亡，赠云骑尉。克锡讷其余后人任翰林院侍讲学士、侍卫、护卫、护军参领、步军校、城门尉、笔帖式、佐领、郎中等官职。巴颜未有世职。
镶蓝旗瑚锡布、固三泰、韶瞻、苏霸海、和托、阿那布、商吉努、济穆图等亦为金台石同族。其中瑚锡布任佐领、授骑都尉世职，其子岱库袭。瑚锡布又一子穆彻讷任护军参领，两遇恩诏授骑都尉，征蒙古、山西、广东等地立功，优授为三等轻车都尉，后人袭职时削去恩诏所加之职，袭骑都尉世职。瑚锡布其余后人任护军参领、侍卫、佐领等官职。固三泰历任佐领、都统，其子格尔图继任佐领，明阿图任委署副都统，清军入关时为后队，因其劳绩授骑都尉，后以办事有能加一云骑尉世职。此外，固三泰曾孙增舒任盛京工部侍郎、哈尔泰任翰林院侍读。阿山之子爱赛锦州之战与明朝监军道张春作战时阵亡，赠骑都尉。其孙和色袭职遇恩诏加一云骑尉，从征湖广、广东、云南等地立功，优授为二等轻车都尉世职。韶瞻任护军校，从征湖广时于衡州阵亡，赠云骑尉世职。苏霸海、和托、阿那布、商吉努、济穆图等未有世职。

### 喀山家族

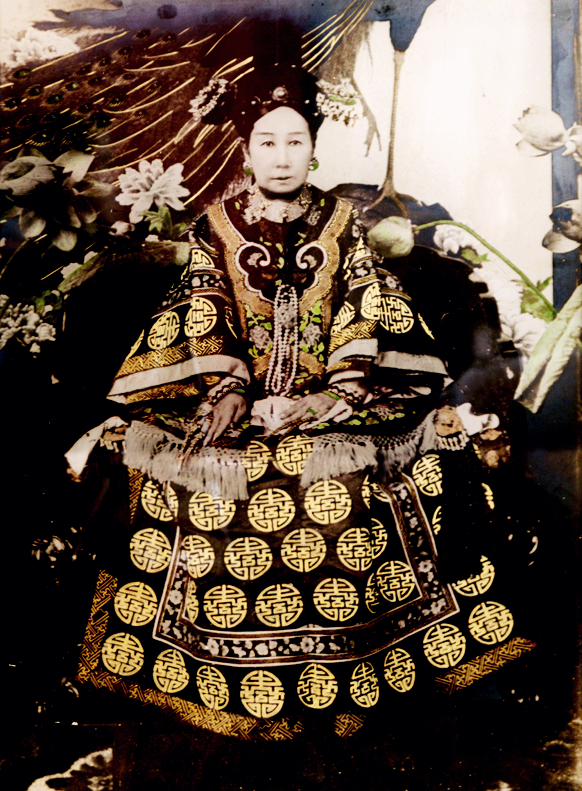
慈禧太后为喀山八世孙女

镶蓝旗喀山世居叶赫国苏完地方，与叶赫贝勒家族不同支，在后金灭叶赫之前即举家归附努尔哈赤，授骑都尉。因屡立战功、三遇恩诏授二等子，赐谥赐敏壮，立碑抚恤。其子纳海任佐领，以松山、杏山击败洪承畴之功授云骑尉，三遇恩诏加至三等轻车都尉，袭其父喀山之爵时并为二等伯，死后无嗣，由其弟纳亲袭爵，纳亲之孙奇善袭爵时改世袭一等男兼一云骑尉。奇善之后，子喀英阿、孙札郎阿相继袭爵，并由札郎阿一脉承袭至清末。札郎阿之弟吉郎阿曾孙女为同治帝生母孝钦显皇后即慈禧太后，慈禧太后之弟桂祥袭三等承恩公，桂祥之女为孝定景皇后即隆裕太后。喀山家族在八旗中拥有两个世管佐领的职务，其余后裔任佐领、护卫、主事等官职。
喀山亲伯温托浑曾孙新柱任主事，出使云南被杀，优赠骑都尉世职。温托浑其余后裔任佐领、参领、步军校、侍卫、銮仪使、笔帖式等官职。

### 辉发贝勒同族
正蓝旗图尔坤、巴禧、纳穆占、温布禄与世居伊巴丹的镶红旗巴奇兰、辉发贝勒家族的通贵等为同族。图尔坤之孙钟贵任通政使司参议从征湖广于衡州阵亡，赠云骑尉。图尔坤其余后裔任员外郎、郎中、笔帖式、主事、侍卫、护军校等官职。巴禧在努尔哈赤创业时期率领子孙归附，授云骑尉，命驻守四间房。期间，巴禧陆续收集叶赫逃来之五十六人，编佐领使其统领。其子绥哈袭职时三遇恩诏加至三等轻车都尉，巴禧曾孙常古理袭职时改回云骑尉。巴禧其余后裔任佐领、护军校、亲军校等官职。巴禧之弟巴扎尔任防御，其从子敬古尔岱任员外郎、孙宗神保、纳定均任护军校。纳穆占后裔任护军校、护卫、骁骑校等官职。温布禄之子达尔汉任步军校。

### 其他
正白旗古鲁格楚瑚尔因收集归化城土默特败部后归附后金有功，授一等男，编佐领使其统领，令驻守归化城。清军入关时授三等子世职，官至都统。
正蓝旗鄂谟克图从征保安城率先登城，赐巴图鲁号，授三等轻车都尉，此后于黑龙江、山东、锦州、庆都、四川等地屡立战功，晋至一等男世职，官至副都统，谥襄壮，其子绰世琦等相继袭爵。鄂谟克图又一子春对任佐领，从征云南有功授云骑尉世职。
镶红旗吴达哈任佐领，其子尼堪、孙杨格皆任佐领。吴达哈亲弟和托任护军校，从征北京、山东、黑龙江、锦州、山海关等地屡立战功，优授二等轻车都尉，后因考察、恩诏等缘故升为一等轻车都尉兼云骑尉。其子科普索袭职时两遇恩诏加至二等男，后从征湖广在茅麓山阵亡，优赠为一等男兼云骑尉，由二子分袭其爵位。
此外，镶黄旗星格理、赖都、福哈禅、包衣武泰；正黄旗博屯、苏巴海；正白旗阿布泰、巴班、肯济克；正红旗安达理；镶白旗额塞、萨海、苏赫等家族均有轻车都尉、骑都尉、云骑尉等世职。其中巴班与同旗同里德肯为同族。

## 近现代名人
书法家叶诗梦出身满洲正蓝旗，为两广总督瑞麟之子。汉学家叶嘉莹先世为满洲正黄旗人，祖父中兴为光绪十八年壬辰科翻译进士。此外，昆曲演员叶仰曦、作家叶广芩、女首富陳麗華、主持人那威、演员那维勳、惠英紅也有出自叶赫那拉氏的说法。